# Кейти Пери
Катрин Елизабет Хъдсън (на английски: Katheryn Elizabeth Hudson, родена на 25 октомври 1984 г.), по-известна като Кейти Пери (на английски: Katy Perry), е американска певица, композитор, филантроп и автор на песни.

## Детство
Тя е родена и израства в Санта Барбара, щата Калифорния в семейство на двама петдесетни пастори, насочили се към религията след "бурна младост". Нейната майка, Мери Хъдсън (по баща Пери), е израснала в Южна Калифорния. Баща ѝ Морис Кейт Хъдсън е пастор в продължение на 30 години. Кейти е средно дете в семейството. Има по-малък брат и по-голяма сестра. 
Кейти започва да пее в църква, когато е на девет години. Продължава да пее в църквата до 17-годишна. Присъства на християнски училища и лагери. От 9 до 16-годишната си възраст взема уроци в Музикалната академия в Западна Санта Барбара и учи италианска опера за кратко. В тийнейджърските си години променя фамилното си име на „Пери“ (моминското име на майка ѝ), защото Кейти Хъдсън приличало много на Кейт Хъдсън. В музикалното си развитие Пери е значително повлияна от Куийн, Нирвана, Аланис Морисет, Heart, Джони Мичъл, Incubus и други.

## Кариера
След като в ранните ѝ години е било забранено да слуша поп музика, тя започва своята кариера с госпъл музика. Дебютният ѝ албум Katy Hudson излиза през март 2001 година. Тя също е имала съвместен албум с The Matrix. Работила е по солов албум с Глен Балард, но никога не е бил пуснат на пазара.
През април 2007 година тя подписва договор със звукозаписната компания Capitol Records. Тя привлякла вниманието на медиите с песента Ur So Gay и през юни 2008 година излязъл вторият ѝ студиен албум „One of the Boys“. От него като отделни песни са I Kissed a Girl, Hot N Cold, Thinking of You и Waking Up in Vegas. Албумът се промотира посредством и първото ѝ световно турне Hello Katy Tour. През ноември 2009 година издава първия си албум на живо – MTV Unplugged. В него са включени някои песни от One of the Boys.
Третият ѝ албум Teenage Dream излиза на пазара август 2010 година и покорява класацията на Billboard Hot 100 с песните „California Girls“, „Teenage Dream“, „Firework“, „E.T.“ и „Last Friday Night (T.G.I.F.)“. По този начин албумът ѝ се записва в историята на музиката, защото в него има пет номер едно песни. Единствено Майкъл Джексън е имал същия успех с албума Bad. Междувременно тя е на второто си световно турне California Dreams Tour. През март 2012 година албумът ѝ Teenage Dream е преиздаден с името Teenage Dream: The Complete Confection. От него излиза поредната номер едно песен – Part of Me. Тя пуска на пазара албума Prism през октомври 2013 година. Той е четвъртият за певицата. От него излизат като отделни песни Roar и Unconditionally, съвместната им песен с Juicy J – Dark Horse, Birthday и This Is How We Do. Тя промотира албума си посредством световното си турне Prismatic World Tour, което започна през май 2014 и свърши в края на 2015 г.
През януари 2015 година, Пери изнася концерт на полувремето на финала на Super Bowl. Шоуто е гледано на живо от 118.5 милиона зрители, което го прави най-гледаното шоу в историята на Super Bowl.
На 14 юли 2016 г. певицата пуска аудио на новата си песен Rise, като на следващия ден в ютюб излиза клип с олимпийски кадри. Песента промотира Олимпиадата в Рио за NBC. Седмица по – късно, на 22 юли излиза трейлър на официалното видео към песента, последвано от втори трейлър, пуснат на 1 август 2016. Официалният клип е представен на 4 август.
Пери е получила многобройни награди и номинации, включително единадесет номинации за Грами и „Жена на годината“ от сп. Billboard. Тя е единственият изпълнител, който е прекарал цели 69 седмици в класацията на Billboard Hot 100, без да излезе от топ 10. Пери е третата най-продавана дигитално певица в САЩ според RIAA. Тя има три собствени парфюма – Purr, Meow и Killer Queen. През юли 2011 година прави своя дебют в киното, като озвучава Смърфиета от Смърфовете. През юли 2012 година излиза нейният 3D автобиографичен филм Katy Perry: Part of Me. В него е показано нейното турне California Dreams Tour и нейният развод с Ръсел Бранд. До ноември 2013 година Пери е продала над 11 милиона албума и 81 милиона песни в света.

## Класации
На 17 години Пери се мести в Лос Анджелис с договор за Def Jam. На 19 години записва в Columbia Records цял албум с продуцентския екип Matrix, но в последния момент излизането на албума се проваля. Подписва контракт с „Columbia“ през 2007 г. Дебютният ѝ сингъл е „Ur So Gay“ през 2007 г. който поради своята лирика е обвинен в хомофобия. Първият пълноценен албум на Пери One of the Boys излиза в САЩ на 17 юни 2008 г. На 29 април 2008 г. нейният първи официален сингъл от албума „I Kissed a Girl“ дебютира в магазина на iTunes. Песента стартира в Billboard Hot 100 на 76 място, но се изкачва много бързо на върха на 25 юни 2008 г.
В началото на 2012 г. по френските медии излиза допитване на сайт за запознаване, според класацията на който Кейти Пери е най-желаната любовница от мъжете.

### 2010 – 12: Teenage Dream & The Complete Confection
След като се изявява като гост-жури в American Idol, Пери промотира „California Girls“, включваща рапъра Snoop Dog на 7 май 2010. Песента става пилотен сингъл на третия ѝ студиен албум, „Teenage Dream“, и достига номер едно в Billboard Hot 100, като се задържа на върха шест последователни седмици. Тя също също се изявява като гост-жури в The X Factor UK през юли, малко преди излизането на втория сингъл от албума – „Teenage Dream“. Песента се изкачва до номер едно в класацията Billboard Hot 100 през септември. Издаденият на 24 август албум „Teenage Dream“ дебютира под номер едно в Billboard 200 чарта. Получава смесени мнения от музикалните критици и към този момент са продадени 5,7 милиона по целия свят. През октомври песента „Firework“ става третият сингъл от албума, както и третата номер едно песен от албума. Песента става девет пъти платинена.
Ремиксирана версия на „E.T“, включваща рапъра Kanye West, бива издадена като четвърти сингъл от албума през февруари 2011. Песента оглавява Hot 100 чарта за пет непоследователни седмици, правейки „Teenage Dream“ деветия албум в музикалната история с четири номер едно сингъла. През юни петият номер едно сингъл „Last Friday Night (T.G.I.F.)“, прави Кейти Пери първата певица, в чийто албум се съдържат пет песни, достигали върха на класацията Billboard Hot 100. Единственият изпълнител, достигал такъв успех, е Майкъл Джексън с неговия албум от 1987 – „Bad“. На 7 септември Кейти Пери обявява нов запис и става първия изпълнител, задържал се 69 поредни седмици в топ десет на Hot 100. „The One That Got Away“ беше обявена като шести и последен сингъл от албума през октомври. Песента достига до номер три в класацията. На 13 февруари 2012 Capitol обявява пилотния сингъл от презаписания „Teenage Dream: The Complete Confection“ – „Part of Me“, която също дебютира под номер едно в Billboard Hot 100 и стана седмата номер едно песен певицата. „Teenage Dream: The Complete Confection“ е издаден на 23 март. „Wide Awake“ излиза на 22 март като втори и последен сингъл от презаписания „Teenage Dream: The Complete Confection“ и достигна номер две в класацията. На 5 януари Кейти Пери е обявена за шестата най-продавана дигитално певица в САЩ с продадени 37.6 милиона копия.

### 2016-: Witness & American Idol
„Witness“ (Свидетел) е 5-ия студиен албум на певицата. Издаден на 9 юни 2017 г. достига първо място в класацията Billboard 200 с повече от 180 000 продадени копия (еквивалентно събрани) и става най-големият женски дебют в чарта след „Джоан“ на Лейди Гага (200 000 копия). Албумът продава повече от 800 000+ копия по целият свят, от които 450 000+ в САЩ. Критиците го определят със смесени ревюта и го считат за най-слабия албум на музиканта. Първият сингъл от албума Chained to the rythm изкачва Billboard hot 100 на 4-то място и е издаден на 10 февруари 2017 г. и достига платинен статус. Вторият сингъл, Bon appétit, е считан за комерсиален провал и достига позиция #59 в Щатите. Трети сингъл е Swish swish, издаден на 19 май 2017 г. и е колаборация с Ники Минаж. Като последен сингъл, на 12 януари е издадена песента „Hey hey hey“. Като част от промоцията на албума Кейти прави турне „Witness the tour“.

## Личен живот
На 27 август 2020 се ражда дъщеричката ѝ Дейзи Доув Блум.

## Дискография

### Студийни албуми
- Katy Hudson (2001)
- One of the Boys (2008)
- Teenage Dream (2010)
- Prism (2013)
- Witness (2017)
- Smile (2020)
- 143 (2024)

### Преиздания
- Teenage Dream: The Complete Confection (2012)

### Live албуми
- MTV Unplugged (2009)

### EP албуми
- Ur So Gay (2007)

### Сингли
- I Kissed a Girl (2008)
- Hot n Cold (2008)
- Thinking of You (2009)
- Waking Up in Vegas (2009)
- California Girls (2010)
- Teenage Dream (2010)
- Firework (2010)
- E.T. (2011)
- Last Friday Night (T.G.I.F.) (2011)
- The One That Got Away (2011)
- Part of Me (2012)
- Wide Awake (2012)
- Roar (2013)
- Unconditionally (2013)
- Dark Horse (2014)
- Birthday (2014)
- This Is How We Do (2014)
- Rise (2016)
- Chained to the Rhythm (2017)
- Bon Appetit (2017)
- Swish Swish (2017)
- Save as Draft (2017)
- Hey Hey Hey (2018)
- Cozy Little Christmas (2019)
- Harleys in Hawaii (2019)
- 365 (2019)
- Never Really Over (2019)
- Never Worn White (2020)
- Daisies (2020)
- Smile (2020)
- Woman’s World (2024)

### Видео албуми
- The Prismatic World Tour Live (2015)

## Видеоклипове
| Видеоклип                    | Премиера | Албум                                  |
| ---------------------------- | -------- | -------------------------------------- |
| Ur So Gay                    | 2007     | One of the boys                        |
| I Kissed a Girl              | 2008     | One of the boys                        |
| Hot N Cold                   | 2008     | One of the boys                        |
| Thinking Of You              | 2009     | One of the boys                        |
| Waking Up In Vegas           | 2009     | One of the Boys                        |
| California Gurls             | 2010     | Teenage Dream                          |
| Teenage Dream                | 2010     | Teenage Dream                          |
| Firework                     | 2010     | Teenage Dream                          |
| E.T.                         | 2011     | Teenage Dream                          |
| Last Friday Night (T.G.I.F.) | 2011     | Teenage Dream                          |
| The One That Got Away        | 2011     | Teenage dream                          |
| Part of Me                   | 2012     | Teenage dream: The complete confection |
| Wide Awake                   | 2012     | Teenage Dream: The Complete Confection |
| Roar                         | 2013     | Prism                                  |
| Unconditionally              | 2013     | Prism                                  |
| Dark Horse                   | 2014     | Prism                                  |
| Birthday                     | 2014     | Prism                                  |
| This Is How We Do            | 2014     | Prism                                  |
| Rise                         | 2016     | -                                      |
| Chained to the Rhythm        | 2017     | Witness                                |
| Bon Appetit                  | 2017     | Witness                                |
| Swish Swish                  | 2017     | Witness                                |
| Hey Hey Hey                  | 2017     | Witness                                |
| 365                          | 2019     | -                                      |
| Never Really Over            | 2019     | Smile                                  |
| Small Talk                   | 2019     | -                                      |
| Harleys In Hawaii            | 2019     | Smile                                  |
| Cozy Little Christmas        | 2019     | -                                      |
| Never Worn White             | 2020     | -                                      |
| Daisies                      | 2020     | Smile                                  |
| Smile                        | 2020     | Smile                                  |
| Woman’s World                | 2024     | 143                                    |

## Турнета
- Hello Katy Tour (2009)
- California Dreams Tour (2011 – 2012)
- Prismatic World Tour (2014 – 2015)
- Witness: The Tour (2017 – 2018)
- The Lifetimes Tour (2025)

## Продукти

### Аромати
- Purr (2010)
- Meow (2011)
- Killer Queen (2013)
- Killer Queen Oh So Sheer (2014)
- Killer Queen's Royal Revolution (2014)
- Killer Queen's Spring Reign (2015)
- Mad Potion (2015)
- Mad Love (2016)

## Награди и номинации
Кейти Пери има 73 награди и над 190 номинации.
| Година | Име                     | Награда                        | Номинация              | Резултат  |
| ------ | ----------------------- | ------------------------------ | ---------------------- | --------- |
| 2008   | MTV Video Music Awards  | Най-добро женско видео         | „I Kissed a Girl“      | Номинация |
| 2008   | MTV Video Music Awards  | Пробив на годината             | „I Kissed a Girl“      | Номинация |
| 2008   | MTV Europe Music Awards | Пробив на годината             |                        | Награда   |
| 2009   | MTV Video Music Awards  | Най-добро женско видео         | „Hot n Cold“           | Номинация |
| 2009   | MTV Video Music Brasil  | Международна певица            | Katy Perry             | Номинация |
| 2011   | Изборът на публиката    | Любима певица                  | Кейти Пери             | Награда   |
| 2011   | Nickelodeon's Awards    | Любима певица                  | Кейти Пери             | Награда   |
| 2011   | Juno Awards             | Международен албум на годината | Teenage Dream          | Награда   |
| 2011   | Billboard Music Awards  | Top Hot 100 Artist             | Кейти Пери             | Награда   |
| 2011   | Billboard Music Awards  | Top Digital Songs              | Кейти Пери             | Награда   |
| 2011   | MTV Video Music Awards  | Видео на годината              | Firework               | Награда   |
| 2011   | MTV Video Music Awards  | Най-добро сътрудничество       | E.T.                   | Награда   |
| 2011   | MTV Europe Music Awards | Най-добро представяне на живо  | California Dreams Tour | Награда   |